# Miriam Makeba
Zenzile Miriam Makeba (Johannesburgo, 4 de marzo de 1932 - Castel Volturno, Caserta, 9 de noviembre de 2008), conocida también como Mamá África, fue una cantante sudafricana y activista por los derechos humanos, icono de la lucha contra el racismo y el apartheid en Sudáfrica.

## Biografía
Makeba nació el 4 de marzo de 1932 en Johannesburgo, Sudáfrica y pertenecía a la etnia xhosa.  Pasó su infancia en Pretoria (Transvaal). Comenzó su carrera como cantante en los años cincuenta con el grupo Manhattan Brothers, y después fundó su propia banda, The Skylarks, que mezclaba jazz con música tradicional sudafricana.
En 1949, Makeba se casó con el policía James Kubay, del que se separó dos años después y con quien tuvo a su única hija, Bongi Makeba, en 1950. Poco después le fue diagnosticado un cáncer de mama, y su marido, que se decía que la golpeaba, la dejó poco después, tras dos años de matrimonio. Una década más tarde tuvo un cáncer de cuello de útero que también superó.
A los 27 años decidió irse de Sudáfrica para poder continuar con su carrera musical, ya que por su activismo se le hizo difícil lograrlo en su país natal. Makeba viajó a Venecia (Italia) para después conseguir llegar a Londres (Reino Unido), donde conoció al cantante estadounidense Harry Belafonte, quien le ayudó a entrar en Estados Unidos y con el que se asoció artísticamente.
En 1969, Makeba se casó con el activista negro trinitense Stokely Carmichael, líder del Partido Pantera Negra, del cual se separó cuatro años después. Su matrimonio despertó los recelos de las autoridades norteamericanas, por lo que tuvieron que emigrar a Guinea. Después se casó con el trompetista de jazz sudafricano Hugh Masekela.
Cuando en 1960 trató de regresar para el funeral de su madre, descubrió que su pasaporte había sido anulado por su postura contraria al apartheid, lo que le hizo vivir en el exilio durante más de tres décadas, residiendo en esa etapa en Estados Unidos, Francia, Guinea y Bélgica. Nelson Mandela, tras su liberación, convenció a Makeba para que volviese a su país natal y le ofreció un cargo de ministra en su gobierno, aunque no aceptó el cargo.
Fruto de su defensa de los derechos humanos, Makeba creó la fundación humanitaria Zenzile Miriam Makeba, que en 2001 puso en marcha el Centro de Rehabilitación Miriam Makeba para Niñas.
Makeba falleció el 10 de noviembre de 2008 en la localidad de Castel Volturno, en el sur de Italia, a causa de un paro cardiaco que sufrió poco después de participar en un concierto contra el racismo y la mafia en favor del periodista y escritor italiano Roberto Saviano, autor del libro Gomorra. Fue cremada y sus cenizas esparcidas en el Océano Atlántico en Cabo Point en su natal Sudáfrica.

## Trayectoria musical
La cantante, conocida también como «Mamá África», supo llevar como nadie al escenario las tradiciones y los trajes típicos de su tierra, en espectáculos donde su voz cálida y su gran presencia eclipsaban a los instrumentos étnicos que la acompañaban.
Logró su máxima popularidad con el tema afropop «Pata Pata» con raíces en el folklore xhosa de Sudáfrica que comenzó a interpretar en 1966 y que fue difundido en diferentes países del mundo alcanzando los primeros lugares en los rankings de música pop. Esa canción fue versionada también por otros intérpretes, como el grupo colombiano The Silver Thunders en 1968, la mexicana Thalía, Chayanne o la banda Chébere. En 2020, el tema Pata Pata fue el elegido por el Fondo de las Naciones Unidas para la Infancia (Unicef) lanzó una nueva versión de esa pieza afropop con raíz en el folklore xhosa de Sudáfrica con la voz de la beninesa Angélique Kidjo, para apoyar la campaña de concienciación de la lucha contra la COVID-19.
En Chile, Makeba actuó en la decimotercera edición del Festival Internacional de la Canción de Viña del Mar, en 1972. En ese país era conocida por su cercanía con la figura del socialista Salvador Allende. Al comenzar su actuación, dedicó Pata pata a Allende y exclamó «¡viva la revolución chilena!». El público conservador la abucheó durante todo el tiempo que estuvo en el escenario, impidiendo su presentación artística.

## Cine
Actuó en películas, tales como Come Back, Africa (1957) y King Kong (1959), esta última resultó muy significativa en su carrera, ya que cimentó su fama en su país natal. En 1992, Makeba actuó en la película Sarafina!, dirigida Darrel Roodt y protagonizada por la actriz estadounidense Whoopi Goldberg, que abordaba los levantamientos juveniles de Soweto de 1976 y en la que Makeba interpretaba el papel de la madre de la protagonista.
En 2002, Makeba participó en el documental sobre el apartheid y la resistencia artística al mismo, Amandla! A Revolution in Four-Part Harmony, que obtuvo el premio del público en el Festival de Cine de Sundance. En 2011, el director de cine finlandés Mika Kaurismäki rodó el documental Mama África que, a través de imágenes de archivo, entrevistas y fragmentos de conciertos, recorre los momentos musicales, políticos y personales más significativos de la vida de Makeba. Fue premiado en el Festival Internacional de Cine de Berlín.

## Reconocimientos
En 1965 Makeba recibió el premio Grammy, compartido con el músico, actor y activista social estadounidense de ascendencia jamaicana Harry Belafonte. Se convirtió así en la primera mujer negra en recibir un premio Grammy.
Recibió la Orden francesa de las Artes y las Letras en 1985 y en 1990 le concedieron la nacionalidad francesa, entregándole el pasaporte para que Makeba pudiera regresar a país natal después de más tres décadas en el exilio. En 1991 obtuvo en Túnez el Premio Nelson Mandela.
El 16 de octubre de 1999, Makeba fue nombrada embajadora de buena voluntad de la Organización de las Naciones Unidas para la Agricultura y la Alimentación (FAO). En 2001, Makeba fue galardonada con el premio de la paz Otto Hahn, otorgado por la Asociación Alemana de la ONU. Un año después fue galardonada con el Premio de Música Polar que otorga la Real Academia Sueca de Música y con la Legión de Honor francesa.

## Discografía

### Álbumes
- Miriam Makeba, 1960
- The World Of Miriam Makeba, 1962
- Makeba, 1963
- Makeba Sings, 1965
- An Evening With Belafonte/Makeba (con Harry Belafonte), 1965
- The Click Song, 1965
- All About Makeba, 1966
- Pata Pata, 1967
- Malaisha, 1966
- The Promise, 1974
- Country Girl, 1975
- Sangoma, 1988
- Welela, 1989
- Eyes On Tomorrow, 1991
- Sing Me A Song, 1993
- A Promise, 1994
- Live From Paris & Conakry, 1998
- Homeland, 2000
- Keep Me In Mind, 2002
- Reflections, 2004

### Recopilaciones
- Africa 1960-65 Recordings, 1991
- The Best Of Miriam Makeba & The Skylarks - 1956-59 Recordings, 1998
- Mama Africa: The Very Best Of Miriam Makeba, 2000
- The Guinea Years, 2001
- The Definitive Collection, 2002
- The Best Of The Early Years, 2003

### Colectivos
- Le Bateau Miracle con Gilbert Bécaud, The Golden Gate Quartet, Los Wawancó y Miriam Makeba, FAO, 1968
- 4. Festival des politischen Liedes, 1974
- Rote Lieder 70-76, 1977
- Zehnkampf - Festival des politischen Liedes 1970-1980, 1980